# Pyrostria orbicularis
Pyrostria orbicularis är en måreväxtart som beskrevs av Achille Richard och Dc.. Pyrostria orbicularis ingår i släktet Pyrostria och familjen måreväxter.
Artens utbredningsområde är Réunion. Inga underarter finns listade i Catalogue of Life.